# قط ذو فرو طويل

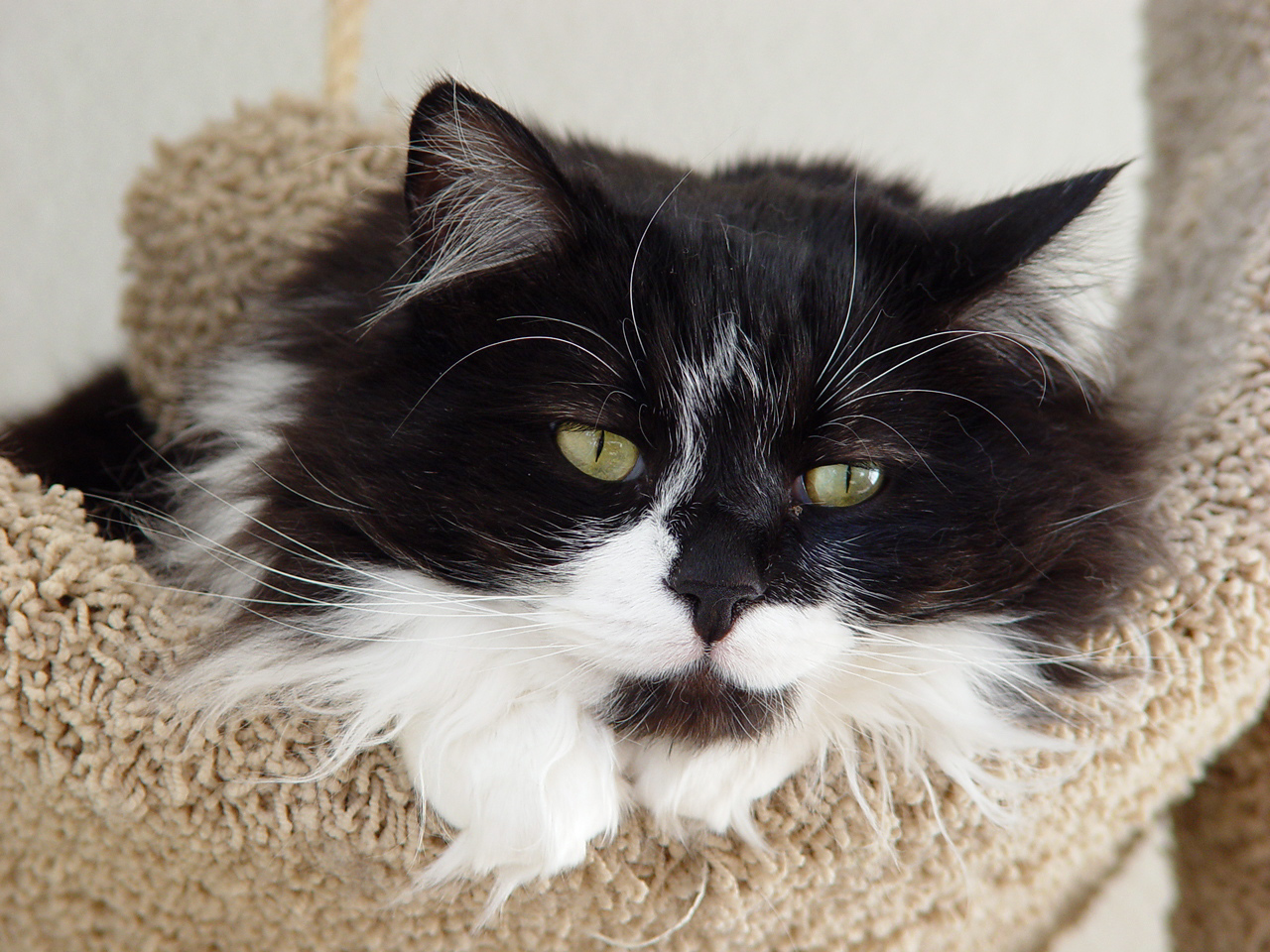

القط ذو الفرو الطويل هو قط ذو فرو طويل إلى متوسط. القط الوحيد من هذه الفصيلة هو القط الفارسي الذي يتميز بتعدد ألوانه. وتعتبر جميع السلالات الأخرى من القطط، وقطط المزاريب ذات فرو متوسط الطول.